# Чхув
Чхув (пол. Czchów)  —  город  в Польше, входит в Малопольское воеводство,  Бжеский повят.  Имеет статус городско-сельской гмины. Занимает площадь 14,08 км². Население — 2205 человек (на 2004 год).